# Magma (álbum)
Magma (posteriormente relanzado como Kobaïa) es el álbum debut de la banda francesa de rock progresivo Magma. En 1969 apareció el primer single, y finalmente en 1970 fue publicado en su totalidad como un doble LP. En este álbum relata la historia de Kobaïa, un planeta ficticio en el que se asientan un grupo de refugiados que huyen de La Tierra. Todas las letras del álbum (y del resto de álbumes de Magma) están en kobaïano, un lenguaje construido inventado por Christian Vander, líder de Magma, para contar la historia conceptual de sus álbumes.

## Lista de canciones
| Cara A |           |                  |          |  |
| N.º    | Título    | Música           | Duración |  |
| 1.     | «Kobaïa»  | Christian Vander | 10:15    |  |
| 2.     | «Aïna»    | Christian Vander | 6:15     |  |
| 3.     | «Malaria» | Christian Vander | 4:20     |  |

| Cara B |           |                  |          |  |
| N.º    | Título    | Música           | Duración |  |
| 1.     | «Sohïa»   | Teddy Lasry      | 7:00     |  |
| 2.     | «Sckxyss» | François Cahen   | 3:47     |  |
| 3.     | «Auraë»   | Christian Vander | 10:55    |  |

| Cara C |              |                  |          |  |
| N.º    | Título       | Música           | Duración |  |
| 1.     | «Thaud Zaïa» | Claude Engel     | 7:00     |  |
| 2.     | «Nau Ektila» | Laurent Thibault | 12:55    |  |

| Cara D |         |                  |          |  |
| N.º    | Título  | Música           | Duración |  |
| 1.     | «Stoah» | Christian Vander | 8:05     |  |
| 2.     | «Muh»   | Christian Vander | 11:13    |  |

## Créditos
- Klaus Basquiz: voz.
- François Cahen: piano.
- Claude Engel: guitarra, flauta, voz.
- Teddy Lasry: saxofón, flauta.
- Richard Raux: saxofón, flauta.
- Alain "Paco" Charlery: trompeta, percusión.
- Francis Moze: bajo, contrabajo.
- Christian Vander: batería, voz.